# Курдюк
Курдю́к (от тюрк. قویروق, куйрук, quyruq «хвост») — жировое отложение округлой формы в районе хвоста у барана «курдючной» породы. Курдючный жир не следует путать с более тугоплавким нутряным салом — жировыми отложениями вокруг внутренних органов животного.

## Анатомия
Жир накапливается на крестце и на первых 3—5 позвонках от основания хвоста овцы. В зависимости от разновидности породы и общего веса туши, курдюк может достигать 30 килограммов, хотя обычно его вес редко превышает 5—10 кг. Служит для накопления жира в период откорма и последующего расходования в засушливый период (как и в горбах у верблюдов). Снаружи курдюк покрыт шерстью только в верхней части и состоит из симметрично расположенных половинок, между которыми помещается конец хвоста, покрытый длинными, жёсткими волосами. Образование курдюка наследственно, как характерный признак породы, и бывает особенно сильно выражено при обильном кормлении и благоприятных условиях для отложения жира. Также образование курдюка зависит от местных условий — солоноватости почвы и особенности травянистой растительности на ней, пригодной для питания овец.

## Использование
Ценные свойства курдючного сала были замечены давно: самые древние изображения курдючных овец найдены на посуде и в мозаиках древних шумерских городов Урук (3 тыс. лет до н. э.), как объект жертвоприношения курдюк упоминается и в Библии. Курдючный жир или курдючное сало не застывает при комнатной температуре и используется в кулинарии для приготовления блюд центральноазиатской кухни. Поджаренные кусочки кожи курдючного мешка подают как закуску перед едой. Кроме этого, курдючный жир используется как природный консервант для хранения мяса в жарком климате при отсутствии холодильного оборудования. Своеобразные традиции потребления и утилизации курдючного жира существуют в арабских странах, Иране, а также в сельских регионах Закавказья, Средней Азии и Казахстана.